# Aleatico di Gradoli
L'Aleatico di Gradoli ou Aleatico di Gradoli liquoroso est un vin rouge italien de la région Latium doté d'une appellation DOC depuis le 21 juin 1972. Seuls ont droit à la DOC les vins rouges récoltés à l'intérieur de l'aire de production définie par le décret.
L'Aleatico di Gradoli est un vin de dessert très aromatique et proche du muscat.

## Aire de production
Les vignobles autorisés se situent en province de Viterbe dans les communes Gradoli, Grotte di Castro, San Lorenzo Nuovo et en partie à Latera près du lac de Bolsena, à 130 kilomètres au nord-est de Rome. La superficie plantée en vigne est de 22 hectares.

## Caractéristiques organoleptiques
- couleur : rouge grenat avec des reflets violacées
- odeur : aromatique, caractéristique
- saveur : fruité, doux

L'Aleatico di Gradoli se déguste à une température de 14 à 15 °C. Il se conservera 3 ou 4 ans en cave.

## Production
Province, saison, volume en hectolitres :.
- Viterbo (1990/91) 301,91
- Viterbo (1991/92) 419,33
- Viterbo (1992/93) 242,77
- Viterbo (1993/94) 430,87
- Viterbo (1994/95) 391,29
- Viterbo (1995/96) 478,3
- Viterbo (1996/97) 353,83